# Steget efter (roman)
Steget efter är en kriminalroman från 1997 av Henning Mankell. Romanen är den sjunde av tolv om poliskommissarie Kurt Wallander. Romanen har även filmatiserats, Steget efter från 2005 med Rolf Lassgård som Wallander och One Step Behind från 2008 med Kenneth Branagh i huvudrollen.

## Handling
I augusti 1996 hittar man Wallanders kollega Svedberg mördad. Det visar sig att han på sin fritid letade efter tre ungdomar som var försvunna sedan midsommarafton. Senare hittar polisen ungdomarna mördade. De var först nergrävda men efter tre månader grävde mördaren upp alla liken för att brottet skulle upptäckas på det mest brutala teatraliska sätt. Under utredningen slår Wallander fast att mördaren är en person som har svårt att se andra människor lyckliga. Och att också den mördade Svedberg hade en hemlighet som berörde Wallander högst personligt, och som han aldrig hade kunnat föreställa sig. Samtidigt fortsätter en grym, kalkylerande mördare sin plan, mot en Wallander som ständigt finner sig ett steg efter...